# Alexeï Zoubritski
Alexeï Vitalievitch Zoubritski (en russe : Зубрицкий, Алексей Витальевич) est un cosmonaute russe né le 22 août 1992 à Vladimirovskoïe, dans l'oblast de Zaporijjia, en Ukraine. Avant de rejoindre le groupe de cosmonautes, il a servi dans les Forces aérospatiales du ministère de la Défense de la fédération de Russie. Il est pilote militaire de 3e classe.
Il effectue son premier vol dans l'espace à bord de Soyouz MS-27 le 8 avril 2025 et sert en tant qu'ingénieur de vol sur la Station spatiale internationale lors des expéditions 72 et 73.

## Premières années, études et service militaire
Alexeï Zoubritski est né le 22 août 1992 dans le village de Vladimirovskoïe, dans l'oblast de Zaporijjia, en Ukraine. Le 27 septembre 2013, il a obtenu son diplôme de l'université nationale de la Force aérienne Ivan Kojedoub, avec une spécialisation en « Gestion militaire, gestion des opérations des unités aériennes » et une spécialisation en « Exploitation en vol et application au combat des avions ».
De 2013 à 2014, Zoubritski a servi en tant que pilote dans l'escadron aérien de la 204e brigade d'aviation tactique « Sébastopol » de la Force aérienne ukrainienne, basée à l'aéroport international de Sébastopol, dans la ville de Sébastopol, en république autonome de Crimée.
En 2014, à la suite de la guerre russo-ukrainienne, il fait défection et rejoint la Russie. Ensuite, conformément à la loi constitutionnelle fédérale de la fédération de Russie du 21 mars 2014 et au décret du président de la fédération de Russie du 20 mars de la même année, intitulé « Sur la reconnaissance des grades militaires, des documents d'éducation des citoyens de la fédération de Russie servant dans les organes de commandement militaire et les formations militaires de la république de Crimée, ainsi que des documents attestant leur service militaire », Alexeï Zoubritski a été intégré dans les listes du personnel des Forces armées de la fédération de Russie avec l'attribution d'un numéro de matricule personnel.
À partir de mars 2014, il a continué à servir en tant que pilote au sein du 38e régiment d'aviation de chasse de l'Armée de l'air russe (unité militaire 80159), situé au même endroit, dans la ville de Sébastopol.
Par la suite, de décembre 2014 à juillet 2015, il a servi à un poste équivalent au sein du 31e régiment d'aviation de chasse (unité militaire 75391), basé dans la ville de Millerovo, dans l'oblast de Rostov.
En juillet 2015, Zoubritski a été transféré pour continuer son service militaire en tant que pilote dans l'escadron aérien du 960e régiment d'aviation d'assaut (unité militaire 75387), situé dans la ville de Primorsko-Akhtarsk, dans le kraï de Krasnodar. Il a piloté des avions Soukhoï Su-25 et a participé à l'intervention militaire de la Russie en Syrie. En 2018, il a été promu au grade de capitaine.

## Formation spatiale
Le 14 mars 2017, Alexeï Zoubritski a déposé sa candidature pour participer au deuxième recrutement ouvert du corps des cosmonautes. Le 8 juin 2018, il a été approuvé par la Commission médicale principale. Le 9 août 2018, sa candidature a été examinée lors d'une réunion de la commission de sélection, et le 10 août 2018, il a été désigné candidat cosmonaute par la Commission interministérielle (MIK).